# Armin Weyrauch
Armin Christian Weyrauch (Friedberg, 22 de enero de 1964) es un deportista alemán que compitió en remo.
Ganó dos medallas de oro en el Campeonato Mundial de Remo, en los años 1990 y 1991. Participó en los Juegos Olímpicos de Barcelona 1992, ocupando el cuarto lugar en la prueba de cuatro sin timonel.

## Palmarés internacional
| Representando a la RFA   |                      |                |                    |
| Campeonato Mundial       |                      |                |                    |
| Año                      | Lugar                | Medalla        | Prueba             |
| 1990                     | Tasmania (Australia) | Medalla de oro | Ocho con timonel   |
| Representando a Alemania |                      |                |                    |
| Campeonato Mundial       |                      |                |                    |
| Año                      | Lugar                | Medalla        | Prueba             |
| 1991                     | Viena (Austria)      | Medalla de oro | Cuatro con timonel |